# Canot Kayak Québec
Canot Kayak Québec est une association de plein-air à but non lucratif en canotage récréatif. Elle est la première organisation de canotage à avoir été reconnue par le gouvernement du Québec comme organisme de la régie et de la sécurité dans son domaine.  Issue du milieu associatif, pour l'État, l'organisme constitue un levier de développement en matière de loisir organisé et fait partie du Conseil québécois du loisir. Elle œuvre dans le développement de la pratique récréative du canot en eau calme, du canot en eau vive, du canot-camping, de la canographie et du kayak de mer hors de toute compétition. Elle fait la promotion de la sécurité nautique par des campagnes de sensibilisation, assure de la formation de moniteur de canot, de kayak de mer et de sauvetage en eau vive, et travaille activement à la conservation des parcours canotables du Québec appuyée par ses plusieurs centaines de membres et de bénévoles.

## Histoire
C’est en 1968 qu’eurent lieu les premières rencontres afin de développer l’idée de fonder une fédération du canot-camping. Cette initiative provenait des clubs de canot-camping Les Portageurs de Montréal, Rabaska de Québec et Les Canotiers du Nord-Ouest québécois. En 1969 se joignit aux discussions le volet compétitif par le biais des clubs de kayak d’eaux vives les Voyageurs de Montréal et Echohamok de Beaupré. La Fédération québécoise du canot-kayak-camping est née cette année-là, en mai 1969, afin de représenter les adeptes de plein air en canot-camping, de sport de compétition avec le kayak d’eau vive et de promouvoir le canotage de manière générale.
Les premiers membres du conseil d’administration de l'organisme étaient Normand Morin, Max Bauchet, Alain Thériault, Géraud-Vialle Soubrane, Pierre Lalonde, Roger Rousseau, Paul St-Hilaire, Lise St-Hilaire, Pierre Leroux, Thérèse Joubarne.

### Années 1970
Au début des années 1970, sous la présidence de Pierre Lalonde, la FQCKC participait aux premiers échanges de l’Office Franco-Québécois pour la Jeunesse, à la fondation de la Confédération des Sports du Québec, ainsi qu’à celle de la Fédération québécoise du Plein Air, et reçoit ses premières subventions du Haut-Commissariat à la Jeunesse, aux Loisirs et aux Sports. L’organisme produit aussi ses premières cartes guides de rivières, gère un atelier de fabrication de canot et de kayak et donne les premiers stages de formation d’enseignants. Les stages d’Initiateur en canot-camping et kayak de rivière duraient alors 9 jours, tandis que le cours d’Instructeur durait 15 jours. Sous la présidence de Thérèse Joubarne, puis celle de Pierre Leroux à partir de novembre 1972, la Fédération prend un essor considérable. Grâce à l’aide du Haut-Commissariat, elle peut engager du personnel, soit Raymond Colet qui sera directeur exécutif de janvier 1972 à septembre 1974, ainsi que Max Bauchet comme directeur technique en canot-camping.  
En 1973 parait Le Guide des rivières du Québec. Il se veut large et ouvert à l’endroit des différents types de canotage et de canoteurs, et contient une vaste étendue d’information regroupée pour la première fois à l’époque dans un ouvrage. Ce guide, réédité à quatre reprises depuis, est certainement l’un des outils produits par l’organisation qui fut le plus utilisée à travers le temps. De plus, la Fédération lança l’école de canoë-kayak d’eau vive de Rivière aux Sables à Jonquière où elle organisa les championnats canadiens. En 1974, Irman Bolduc prit les rênes de l’organisation à titre de directeur général, poste qu’il occupera pour les deux années suivantes.
1976 fut un tournant dans l’histoire de la Fédération. En effet, depuis les dernières années, les canot-campeurs étaient insatisfaits du partage des budgets et des énergies, se déclaraient mal représentés, mécontents de l’image de la FQCKC et remettaient en question la structure même de l’organisation. C’est à cette époque que le volet plein air s’affirma et, après plusieurs années à chercher un terrain d’entente sans succès, se sépara du volet compétitif dû à des visions et des idéologies divergentes. La philosophie, les objectifs, les besoins et les programmes entre des activités sportives d’un côté et une activité de plein air de l’autre n’allaient plus de pair. C’est lors d’une assemblée spéciale en mai qu’eut lieu ce vote historique menant à cette scission et donna à l’organisme sa vocation actuelle : celle de représenter les adeptes du plein air en canotage. La FQCKC changea de nom et devint la Fédération québécoise du canot-camping (FQCC) avec Pierre Trudel comme directeur général, qui restera en poste pendant près de 40 ans.

### Années 1980
1982 a vu l’implantation d’une structure de formation à trois branches, canot eau calme, canot eau vive et canot-camping, avec cinq (5) niveaux de progression, ainsi que la seconde édition du guide de référence pour les rivières, rebaptisé Rivières et lacs canotables du Québec. Cinq ans plus tard, en 1987, la formation en sauvetage en eau vive est venue bonifier le volet de prévention et de sécurité en eau vive.

### Années 1990
En 1993, la FQCC démarrait Canot-camping La Vérendrye, en partenariat avec la Société des établissements de plein air du Québec (SÉPAQ). Cette organisation vise à offrir un endroit accessible où expérimenter le canot-camping sous sa forme la plus authentique, à l’intérieur d’un réseau de plus de 800 km de parcours canotables entretenus et signalisés, et 1500 km non balisés.
En 1994, la grille de formation fut retravaillée pour s’adapter à l’évolution de l’activité, notamment en eau vive. La structure actuelle découle de ces changements et va dans le sens d’une plus grande accessibilité à la pratique autonome.
En 1998, à la demande des pratiquants du milieu, s’ajouta à l’éventail d’activité le kayak de mer, pour supporter les amateurs de cette activité de plein air et développer une structure de formation similaire à celle du canot. À la suite de cette intégration, la FQCC devient la Fédération québécoise du canot et du kayak (FQCK)
De 1999 à 2000 parurent les tomes 1 et 2 de la troisième édition du Guide des parcours canotables du Québec. Cette même année, la FQCK prit en charge le Festival d’eau vive de la Haute-Gatineau, dont la première édition avait eu lieu en 1997.

### Depuis les années 2000
En vertu de l'article 26 de la Loi sur la sécurité dans les sports, la FQCK a adopté un règlement de sécurité en 2002. Ce règlement porte sur plusieurs éléments tels que la qualité des lieux, l'équipement des participants, le contrôle de l'état de santé des participants, la formation et l'entraînement des participants, les normes de pratique d'un sport et les sanctions en cas de non-respect du règlement de sécurité, donnant un cadre réglementaire à la pratique. 
De plus, la FQCK a travaillé en partenariat avec le Ministère du Tourisme (Québec) afin de créer des outils de développement pour les nouvelles Routes bleues du projet du Sentier maritime du Saint-Laurent. Cette voie navigable sur le fleuve Saint-Laurent conçue pour les petites embarcations à faible tirant d'eau, principalement pour le kayak de mer, a vu le jour en 2005 et est depuis coordonnée par la FQCK. De plus, le Guide des parcours canotables fut réédité cette année-là, et aujourd'hui[Quand ?], il existe sur le site de la FQCK des fiches Web de rivières dont l'information est complémentaire à celle contenue dans le Guide.
On retrouve maintenant quatre niveaux de formation pour les pratiquants, allant de l’initiation à la pratique très avancée, les seconds niveaux visant la pratique autonome. À chaque niveau correspond un brevet de Moniteur et il y a trois niveaux de Formateurs, agissant à titre d'ambassadeurs de la pratique. La formation de sauvetage en eau vive est depuis 2008 un programme commun avec la Société de Sauvetage.
Depuis 2010, la FQCK travaille sur le projet de géoréférencement des parcours canotables, un projet en partenariat avec le Conseil québécois du Loisir et le Ministère de l'Énergie et des Ressources naturelles du Québec, visant à préserver les portages, sites de camping rustiques, accès, abris d'urgence, etc. sur le territoire publique.
En 2018, afin de marquer le 50e anniversaire de l'organisme, la Fédération québécoise du canot et du kayak change de nom et devient officiellement Canot Kayak Québec. 

## Actions marquantes de préservation des parcours canotables

### Dépôts de mémoire
- Mémoire pour la création du Parc national de la Jacques-Cartier, 1973
- Mémoire pour la défense de l’idée que les eaux sont publiques et la nécessité de préserver les sentiers de portages ancestraux, 1974
- Mémoire sur le Canotage récréatif et le canot-camping au Québec, 1976
- Mémoire pour la Politique des parcs et des habitats fauniques, 1982
- Mémoire pour la création du Parc national du Fjord-du-Saguenay, 1982
- Mémoire pour la restructuration des limites et de la vocation du Parc national du Mont-Tremblant, 1984
- Mémoire pour la création du Parc national d'Aiguebelle, 1984
- Mémoire pour la création du Parc provincial Frontenac, 1986
- Mémoire sur la gestion de l’eau au Québec, 1999
- Mémoire pour la mise à jour du régime forestier, 1999
- Mémoire contre le détournement des rivières Portneuf et Sault aux Cochons, 2000
- Mémoire contre le détournement de la rivière Manouane, 2000
- Mémoire soutenant la candidature de la rivière Ashuapmushuan à titre de [réserve aquatique], 2004
- Mémoire avec Nature Québec proposant l'enchâssement de la rivière Gens de Terre dans une aire protégée, 2004
- Mémoire avec Révérence Rupert sur le projet de détournement de la rivière Rupert, 2004
- Mémoire sur la gestion de la forêt publique québécoise, la Commission Coulombe, 2004
- Mémoire sur le projet d’aménagement hydroélectrique du site du barrage de la rivière Magpie (Québec), 2004
- Mémoire soutenant la candidature de la rivière Moisie à titre de réserve aquatique, 2005
- Mémoire avec Nature Québec - UQCN proposant la région de la Haute rivière Batiscan comme aire protégée, 2005
- Mémoire avec le Conseil québécois du loisir sur le projet de la réserve de biodiversité projetée Albanel-Témiscamie-Otishparc, 2005
- Mémoire avec la Route bleue du sud de l'estuaire dans le cadre du  projet de port méthanier de Cacouna, 2006
- Mémoire sur le livre vert de la Forêt, 2008
- Mémoire dans le cadre de la consultation générale sur le projet de Loi 57, Loi sur l'occupation du territoire forestier, 2009
- Mémoires dans le cadre de la consultation sur les propositions des Plans d’affectation du territoire public de plusieurs régions, 2010
- Mémoire sur le Plan Métropolitain d’aménagement et de développement, 2011
- Mémoire sur le Plan Nord, 2011
- Mémoire sur le projet d’aménagement d’une minicentrale hydroélectrique de la Onzième Chute de la rivière Mistassini, 2015

### Aménagement du territoire
- Aménagement de la rivière de la Petite Nation, 1971
- Aménagement de la rivière Mistassibi, 1977
- Aménagement de la rivière de l'Aigle, rivière Gatineau (Sainte-Marie), rivière Maskinongé, rivière Ouareau, rivière des Mille Îles, rivière L'Assomption, rivière Saint-Maurice (La Tuque - Grand-Mère), rivière Mékinac, rivière Batiscan et la rivière Noire (Outaouais), 1978
- Aménagement de la rivière Hibou, la rivière Désert et Poisson-Blanc, 1980
- Aménagement de la rivière Malbaie, de la première partie de la rivière Harricanaw et de nouvelles sections de la rivière L'Assomption, 1982
- Réouverture et production d’un relevé d’une des sections de la rivière Batiscan, la section les Portes de l’Enfer, qui avait été fermé par les autorités du parc à la suite du décès de deux hommes de la Défense nationale, 1983
- Création du Fonds pour l’acquisition de terrains en 1986, qui devint le Fonds pour la préservation des rivières en 1994, afin de continuer les actions de préservations, de conservation et développement d'accès public et de la mise en valeur des parcours canotables.
- Négociation avec Hydro-Québec pour l’accès à la rivière Rouge, 1986
- Accès à la rivière Sainte-Anne-du-Nord, 1988
- Aménagement de la rivière Gens-de-Terre dans la réserve faunique La Vérendrye, 1997
- Coordination, élaboration et présentation du concept du développement du Sentier maritime du Saint-Laurent, 2005[15]
- Inauguration de la Route bleue du sud de l'estuaire, 2005
- Inauguration de la Route bleue des baleines, 2006
- Inauguration de la Route bleue de la Gaspésie, 2007
- Inauguration de la Route bleue Québec/Chaudière-Appalaches, 2008
- Inauguration de la Route bleue des voyageurs, 2010
- Inauguration de la Route bleue du Grand-Montréal, 2011[16]
- Inauguration de la Route bleue Lac Saint-Pierre / Les Deux rives, 2012[17]
- Inauguration de la Route Bleue Haut-Saint-Laurent, 2012[18]
- Inauguration de la Route bleue de Charlevoix, 2013

## Financement
Canot Kayak Québec se finance majoritairement grâce aux cotisations de ses membres et à la vente de ses produits et services. De plus, reconnu officiellement par le gouvernement du Québec comme étant un organisme contribuant au développement durable de la pratique d’activités de plein-air et à la prévention dans les domaines de la santé et de la sécurité, il reçoit un soutien financier du Ministère de l'Éducation, du Loisir et du Sport sur une base triennale, grâce au Programme de reconnaissance et de financement des organismes nationaux de loisir.

## Administration
La structure démocratique de Canot Kayak Québec est garante d’une gestion répondant aux besoins de ses membres, car l'organisme existe grâce à leur volonté, qui décide de son orientation, de sa gestion et de son financement. Les membres, tant associatifs, corporatifs, individuels, familiaux ou à vie, proviennent de toutes les régions du Québec et même des États-Unis. Le conseil d’administration de l'organisme est composé de sept membres élus par les délégués des membres corporatifs, individuels et à vie à l'assemblée générale annuelle parmi les candidats qui auront, dans les délais impartis, présenté leur candidature pour être élus aux postes à combler de président ou à un autre poste d’administrateur. Le conseil d'administration se réunit aussi souvent que jugé nécessaire, sur demande du président ou de trois administrateurs.